# Air Tahiti Nui
Air Tahiti Nui är ett flygbolag som grundades den  31 oktober 1996 och flyger till bland annat Japan, Nya Zeeland och USA med flygplan av märket Airbus.

## Destinationer
Asien
- Japan
  - Tokyo-Naritas internationella flygplats

Europa
- Frankrike
  - Paris-Paris-Charles de Gaulle flygplats

Nordamerika
- USA
  - Los Angeles-Los Angeles International Airport

Oceanien
- Nya Zeeland
  - Auckland-Auckland International Airport
- Tahiti
  - Faa'a-Papeete-Faa'a Airport bas

## Flotta
Så här såg flottan ut i augusti 2015 